# Eriogonum vestitum
Eriogonum vestitum är en slideväxtart som beskrevs av Howell. Eriogonum vestitum ingår i släktet Eriogonum och familjen slideväxter. Inga underarter finns listade i Catalogue of Life.